# Sol (waluta)
Sol (hiszp. Sol) jest od roku 1991 jednostką monetarną Peru, dzieli się na 100 centymów (centimos). Obecnie w obiegu jest siedem monet, bitych przeważnie z mosiądzu albo ze stopu miedzioniklowego. Na awersie wszystkie peruwiańskie monety mają herb państwowy, a na rewersie znak nominału (wartość), który jest przedstawiany nie tylko cyframi arabskimi, ale również alfabetem Braille’a. Na monetach 2 i 5 soli znajdują się dodatkowo rysunki kolibra i kondora z Nazca. Monety te są bite w mennicy w stolicy kraju – Limie.
Przed reformą walutową w 1991 roku jednostką pieniężną był inti (dzielący się na 100 centymów), który w 1985 roku został wprowadzony w miejsce sola (dzielącego się na 100 centavos). Pierwsze pieniądze papierowe w Peru wprowadzono w roku 1879, a podział dziesiętny monety w roku 1858.
Od momentu wprowadzenia do 15 grudnia 2015 waluta nazywana była „nowym solem” (nuevo sol).

## Banknoty
W roku 1991 wprowadzono do obiegu banknoty o nominałach: 10, 20, 50 oraz 100 soli. W 1995 roku wprowadzono banknot o nominale 200 soli. Ze względów na bezpieczeństwo są drukowane w różnych miejscach i na różnym papierze dla każdego nominału, np.: w Rzymie drukowany jest banknot 20-solowy, a w Wielkiej Brytanii banknot 10-solowy. Wszystkie banknoty peruwiańskie mają atrakcyjną szatę graficzną z wizerunkami np.: samolotu bojowego, budowli historycznych, postaci.